# Virio Nicomaco Flaviano
Virio Nicomaco Flaviano (in latino Virius Nicomachus Flavianus; 334 circa – 6 settembre 394) è stato un grammatico, storico e funzionario romano.
Pagano, collaborò con Eugenio nell'ultimo tentativo di restaurare l'antica religione romana. È indicato anche come «il Vecchio», per distinguerlo dal figlio, Nicomaco Flaviano il Giovane.

## Biografia

### Carriera sotto Graziano e Teodosio
Figlio di un certo Venusto (tradizionalmente identificato con Volusio Venusto), Flaviano era discendente di una delle più prestigiose famiglie di Roma, e ricevette una ottima educazione. Fu questore, pretore, pontefice massimo e consolare per la Sicilia, per poi ritirarsi a vita privata nel 365. L'imperatore Graziano lo nominò però vicario della diocesi d'Africa nel 376; teneva questa carica quando ricevette l'editto contro il donatismo, che era molto forte in Africa, ma il fatto che lo scrittore cristiano Agostino d'Ippona, in una lettera del 405, lo scambi per un donatista è un indizio che Flaviano si schierò in effetti con coloro che avrebbe dovuto perseguitare. Probabilmente per questo motivo fu rimosso dalla carica l'anno seguente, nel 377.
Nel 388 divenne quaestor intra palatium («questore nel Palazzo», cioè della corte imperiale), più esattamente quaestor aulae divi Theodosii, avendo quindi il compito di formulare le leggi per l'imperatore Teodosio; la sua nomina nel 390 a Prefetto del pretorio dell'Italia, Illirico e Africa lo rese uno dei più potenti funzionari civili dell'impero. Non è da escludere che la carriera di Flaviano, e in particolare il favore che godeva presso Teodosio, fosse dovuta alla volontà dell'imperatore di mantenere buoni rapporti con il partito pagano, forte nei circoli aristocratici e senatoriali, che era ostile alla politica dell'imperatore cristiano, e di cui Flaviano era uno dei massimi rappresentanti.

### Usurpazione di Eugenio e tentativo di restaurazione pagana

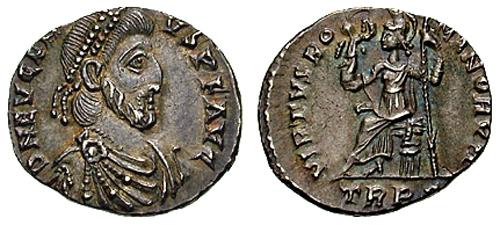
Flavio Eugenio raffigurato su una moneta

Dopo la misteriosa morte di Valentiniano II nel 392, Teodosio divenne unico signore dell'impero. Il potente magister militum di occidente, Arbogaste, sospettato di essere coinvolto nella morte del giovane imperatore, coagulò l'opposizione a Teodosio nella persona di Flavio Eugenio, eletto augustus col sostegno delle legioni e dell'aristocrazia senatoriale romana. Eugenio nominò Flaviano proprio prefetto del pretorio, oltre che console sine collega per il 394.
La politica di Eugenio, in realtà formulata da Arbogaste e Flaviano in quanto Eugenio era un cristiano, fu l'ultimo tentativo di riportare in auge l'antica religione romana e il complesso di valori ad essa collegata, entrambi messi in pericolo dall'avanzare della religione cristiana. La restaurazione del culto degli antichi dèi, sostenuta da Flaviano, fu ovviamente avversata dai cristiani: è noto un Carmen adversus Flavianum (meglio noto col titolo di Carmen contra paganos) compilato da un anonimo cristiano contro Flaviano, che accusa il politico pagano di aver praticato i «ridicoli» Amburbalia, Isia, Megalesia e Floralia. Flaviano, infatti, praticò pubblicamente e ufficialmente una serie di cerimonie pagane che non si celebravano da parecchio tempo; iniziò con il lustrum o sacrificum amburbale di Roma, che era stato celebrato l'ultima volta all'epoca di Aureliano, quando l'Urbe, sotto minaccia degli Alemanni, venne difesa dall'erezione delle Mura aureliane e ancor più dall'amburbium; l'Isaia prevedeva una processione funebre di Flaviano e dei suoi sostenitori, che — con il capo rasato, vestiti lunghi di lana non tinta e con cinocefali in mano — lamentavano la morte di Osiride; i Megalesia vennero celebrati in nome di Cibele, con il battesimo del sangue dei fedeli e una processione della statua della dea; infine vennero i Floralia, che per le danze sfrenate che li caratterizzavano erano ormai considerati indecenti. Anche le preparazioni militari per lo scontro con l'esercito di Teodosio vennero caratterizzate dall'antica religione: il labarum di Costantino I venne sostituito con l'effigie di Ercole Invitto, mentre statue di Giove vennero poste sui passi alpini dai quali sarebbe dovuto passare l'esercito di Teodosio.
Il sostegno degli ambienti pagani eruditi alla politica di Flaviano è sottolineato da due fatti: Flaviano è uno degli interlocutori raffigurati nei Saturnalia di Ambrogio Teodosio Macrobio, scritti agli inizi del V secolo; d'altro canto mantenne rapporti strettissimi col suo amico e parente Quinto Aurelio Simmaco, rapporti proseguiti dopo la fine di Flaviano, in quanto il figlio di Flaviano sposò la figlia di Simmaco.
Il tentativo di Flaviano ed Eugenio fallì con la sconfitta e morte dell'usurpatore nella battaglia del Frigido (6 settembre 394), che decretò il trionfo di Teodosio I e della religione cristiana. Dopo la battaglia, imitando un gesto nella tradizione della nobiltà romana, Flaviano si suicidò. Negli anni seguenti la composizione del senato romano cambiò, e la componente pagano-tradizionalista, che fino ad allora aveva formato un partito da non sottovalutare, divenne irrilevante: tramontò così la speranza di portare avanti la politica per la quale Flaviano aveva speso la propria vita.

### Damnatio memoriaee riabilitazione
I figli e successori di Teodosio, Onorio e Arcadio, promulgarono una legge nel maggio 395 con la quale perdonarono i sostenitori di Eugenio, ma, al contempo, condannarono Flaviano a una forma ridotta di damnatio memoriae che prevedeva, tra le altre cose, la revoca del consolato per l'anno precedente.
Il provvedimento del maggio 395 richiedeva ai figli dei condannati di abiurare la fede pagana in cambio di quella cristiana. Questa abiura permise ai discendenti di Flaviano di ricoprire importanti cariche nell'amministrazione imperiale: il figlio di Flaviano, anch'egli chiamato Nicomaco Flaviano, divenne Prefetto del pretorio d'Italia, Africa e Illirico nel 431; il nipote di Flaviano, l'influente senatore Appio Nicomaco Dexter, ricoprì ruoli pubblici.
Fu proprio Dexter che, nel 431, si avvalse del sostegno degli influenti circoli senatoriali a cui apparteneva per far riabilitare pubblicamente il nonno. Fu innalzata una statua a Flaviano, la cui dedica spiegava che Flaviano era stato sempre stimato dall'imperatore Teodosio, e che il provvedimento di damnatio era da imputare a persone invidiose, e non agli imperatori.

## Opere
Flaviano faceva parte del circolo di Quinto Aurelio Simmaco, che raccoglieva esponenti di grande cultura dell'aristocrazia pagana e senatoriale di Roma, a cui apparteneva anche Vettio Agorio Pretestato. A questo circolo vanno ricondotte la pubblicazione di una nuova edizione degli Ab Urbe condita libri di Tito Livio e dell'Eneide di Virgilio.
Flaviano scrisse un'opera di storia intitolata Annales, andata perduta, dedicata a Teodosio I. Anche l'autore anonimo della Epitome de Caesaribus potrebbe appartenere al circolo di Flaviano, essendosi resa necessaria per l'impossibilità di diffondere gli Annales a seguito della damnatio memoriae.
Avrebbe tradotto, poi, la Vita di Apollonio di Tiana di Filostrato.